# 병영면
병영면(兵營面)은 대한민국 전라남도 강진군에 위치한 면이다.

## 법정리
- 상락리(上樂里)
- 지로리(枳路里)
- 성동리(城東里)
- 성남리(城南里)
- 박동리(朴東里)
- 삼인리(三仁里)
- 한학리(翰學里)
- 상고리(上古里)
- 중고리(中古里)
- 하고리(下古里)
- 도룡리(道龍里)
- 삭양리(朔羊里)

## 특산물
- 단감
- 사또미
- 배
- 오이

## 교육
- 병영초등학교
- 병영중학교
- 병영정보과학고등학교